# Catorze
O catorze ou quatorze (14) é o número natural que segue o treze e precede o quinze.

## Propriedades matemáticas
- O 14 é um número composto, que tem os seguintes factores próprios: 1, 2 e 7.
- Como a soma dos seus factores é 10, que é menor que o próprio 14, trata-se de um número defectivo.
- Não é um quadrado perfeito.
- Pode ser escrito de duas formas distintas como a soma de dois números primos: {\displaystyle 14=3+11=7+7\,}. Veja conjectura de Goldbach.

## Outras aplicações
O Catorze é o número atômico do silício.